# Молодило шароносное
Молодило шароносное, или Молодило побегоносное (лат. Sempervivum globiferum) — вид травянистых растений из семейства Толстянковые. В более ранних классификациях вид включался в роды Очиток (Sedum) и Бородник (Jovibarba).
Вид занесён в Красные книги некоторых регионов, в том числе Московской области. Культивируется как декоративное растение.

## Название
До начала XX века молодило шароносное было известно под народными обиходными названиями заячья капуста, земляные яблочки и живучка. Последнее из них было применимо ко всему роду Молодило в целом, а также к другим видам, произрастающим на территории России, в частности, к молодилу кровельному.

## Ботаническое описание

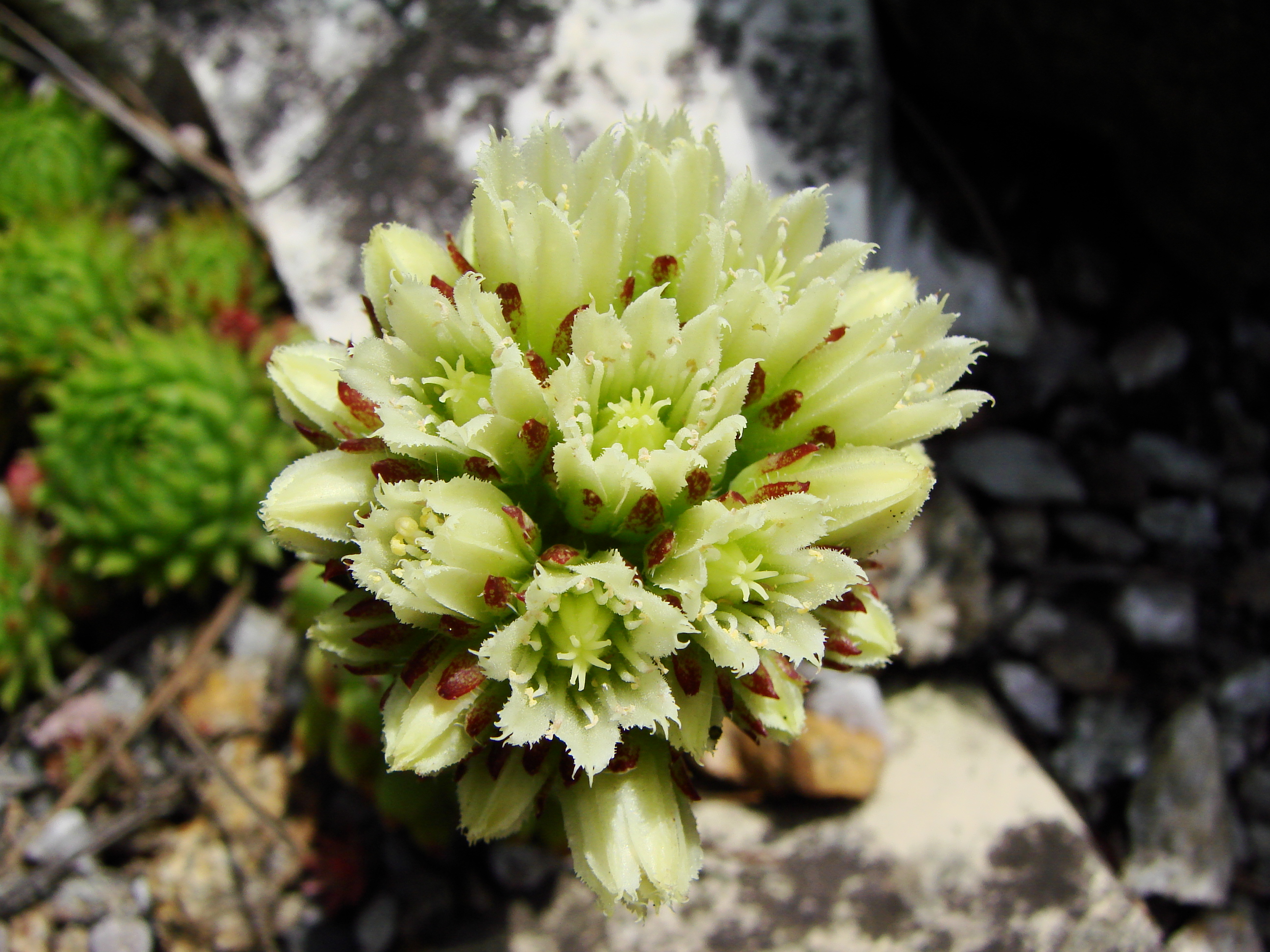
Молодило шароносное, соцветие крупным планом. Ботанический сад Вроцлавского университета, Польша

Молодило шароносное — многолетнее травянистое растение, образующее прикорневые розетки, имеющие у взрослых растений диаметр от 3 до 8 см.
Листья зелёные, мясистые, их концы (или нижняя часть) при достаточном освещении могут быть красными или красноватыми, края листьев покрыты мелкими (длиной менее одного миллиметра) беловатыми ресничками. В пазухах листьев образуются дочерние растения, представляющие собой видоизменённые побеги с шарообразными розетками, которые крепятся к материнскому растению тонкими слабыми стебельками (столонами). Дочерние растения легко укореняются; за сезон на одном взрослом растении их может образоваться до 10—15 штук.
Цветоносы — высотой до 40 см, обычно — до 15 см, густо покрытые листьями. Соцветие щитковидное. Цветки с мясистыми, сросшимися в основании чашелистиками и колокольчатыми венчиками. Венчик — бледно-жёлтый или зеленовато-жёлтый, с трубчатым основанием, железисто-опушённый, по краю бахромчатый, состоит из шести (иногда из пяти или семи) лепестков. Время цветения — июль-август, но растение цветёт не каждый год.
Плоды созревают в августе или позже. Семена мелкие, разносятся ветром на большие расстояния, однако всхожесть семян относительно мала — не более 15—20 %. Размножение у этого вида — преимущественно вегетативное, с помощью дочерних шарообразных растений побегов.

## Распространение и экология
Встречается в лесах Средней и Восточной Европы, в том числе в европейской части России, преимущественно в нечернозёмной зоне. Встречается также на Кавказе.
Чаще встречается в районах с песчаными почвами, в лесах различного состава, обычно в сосновых, на полянах и опушках, на пустошах, откосах.
В целом растение встречается нечасто. Обладает слабой конкурентоспособностью, малоустойчиво к неблагоприятным условиям окружающей среды, в то же время в условиях низкой конкуренции и при благоприятных условия способно произрастать в достаточно большом количестве и даже образовывать сплошной покров. К таким благоприятным условиям можно, к примеру, отнести открытые пески, на которые иногда встречаются значительные скопления этого растения.

## Лимитирующие факторы
Лимитирующими факторами для этого вида являются как антропогенные, так и естественные факторы: усиленная рекреация, сбор растений, выпас домашнего скота, нарушение или изменение гидрологического режима местообитаний, пал травы, лесные пожары, а также относительно низкая конкурентоспособность по сравнению с другими видами растений, обитающими в схожих экологических нишах.

## Охранный статус
Вид имеет статус охраняемого в нескольких регионах России: он занесён в Красные книги Калужской (с 2006 года), Московской (1984), Рязанской (2002); Тверской (2002) и Ярославской (2004) областей и включён в Списки охраняемых видов растений Владимирской и Тульской областей. В Красной книге Московской области растение относится к 3-й категории — «редкий вид».

## Классификация

### Таксономия
Sempervivum globiferum L., 1753, Sp. Pl. : 464
Вид Молодило шароносное относится к роду Молодило (Sempervivum) семейства Толстянковые (Crassulaceae) порядка Камнеломкоцветные (Saxifragales). Кладограмма в соответствии с Системой APG IV по состоянию на декабрь 2023 года:
|  |                          |  |                                   |                                   |              |  | еще 14 семейств | еще 14 семейств |                     |  |                          |  | еще 66 подтвержденных видов и 89 видов, ожидающих подтверждения | еще 66 подтвержденных видов и 89 видов, ожидающих подтверждения |  |
|  |                          |  |                                   |                                   |              |  | еще 14 семейств | еще 14 семейств |                     |  |                          |  | еще 66 подтвержденных видов и 89 видов, ожидающих подтверждения | еще 66 подтвержденных видов и 89 видов, ожидающих подтверждения |  |
|  |                          |  |                                   | порядок Камнеломкоцветные         |              |  |                 |                 | Молодило            |  |                          |  |                                                                 |                                                                 |  |
|  |                          |  |                                   | порядок Камнеломкоцветные         |              |  |                 |                 | Молодило            |  | 9 внутривидовых таксонов |  |                                                                 |                                                                 |  |
|  | клада Цветковые растения |  |                                   |                                   | Толстянковые |  |                 |                 | Молодило шароносное |  |                          |  |                                                                 |                                                                 |  |
|  | клада Цветковые растения |  |                                   |                                   |              |  |                 |                 |                     |  |                          |  |                                                                 |                                                                 |  |
|  |                          |  | ещё 63 порядка цветковых растений | ещё 63 порядка цветковых растений |              |  |                 | еще 52 рода     | еще 52 рода         |  |                          |  |                                                                 |                                                                 |  |
|  |                          |  |                                   | ещё 63 порядка цветковых растений |              |  |                 |                 | еще 52 рода         |  |                          |  |                                                                 |                                                                 |  |

### Внутривидовые таксоны
- Sempervivum globiferum subsp. aghricum Kit Tan & Sorger
- Sempervivum globiferum subsp. allionii (Jord. & Fourr.) 't Hart & B.Bleij
- Sempervivum globiferum subsp. arenarium (W.D.J.Koch) 't Hart & B.Bleij
- Sempervivum globiferum subsp. glabrescens (Sabr.) M.Werner
- Sempervivum globiferum subsp. hirtum (L.) 't Hart & B.Bleij
- Sempervivum globiferum subsp. lagarinianum (L.Gallo) R.Stephenson
- Sempervivum globiferum subsp. preissianum (Domin) M.Werner
- Sempervivum globiferum subsp. pseudohirtum (Leute) Raus
- Sempervivum globiferum var. hillebrandtii (Schott) M.Werner

### Синонимы
- Diopogon globifer (L.) Leute — Диопогон шариконосный, или Диопогон шароносный
- Diopogon hirtus subsp. borealis H.Huber
- Jovibarba globifera (L.) J.Parn. — Бородник шариконосный[8], или Бородник шароносный
- Jovibarba hirta subsp. borealis (H.Huber) J.Parn.
- Jovibarba hirta subsp. borealis (Huber) Soó
- Jovibarba sobolifera (Sims) Opiz — Бородник побегоносный
- Sedum globiferum Pall. — Очиток шариконосный, или Очиток шароносный
- Sedum soboliferum (Sims) E.H.L.Krause — Очиток побегоносный
- Sempervivum soboliferum Sims — Молодило побегоносное[5], или Молодило отпрысковое[9]